# Cordia tetrandra
Espèce
Statut de conservation UICN

 LC  : Préoccupation mineure
Synonymes
- Cordia cordifolia Kunth
- Cordia cordifolia Willd. ex Roem. & Schult.
- Cordia muneco Kunth
- Cordia umbraculifera DC.[1]

Cordia tetrandra est une espèce de plantes à fleurs  appartenant à la famille des Cordiaceae (anciennement des Boraginaceae). Son aire de répartition s'étend des îles du Vent au sud de l'Amérique tropicale. C'est un arbre qui pousse principalement dans le biome tropical humide. Il est utilisé comme médicament et comme aliment.

## Histoire naturelle
En 1775, le botaniste Aublet (qui décrivit pour la première fois cette espèce) propose la diagnose suivante : 

« 'CORDIA (tetrandra) foliis ovatis, ſubtùs aſperis, floribus parvis, corymboſis ; fructu albo, tetrapyreno.. (Tabula 87.)
Arbor trunco quinquaginta-pedali, in ſummitate ramoſo ; ramis hínc & indè latè extenſis. Folia alterna, ovata, acuta, integerrima, undulata, ſupernè glabra, infernè aſpera, pallidè virentia, baii inasqualia, petiolata.
Flores corymboſi, axillares & terminales, corymbis ampliilimis, quaſi umbellatis.
CAL. Perianthium monophyllum, turbinatum, quadridentatum, dcnticulis ſubrotundis, acutis.
COR. monopetaia, ſubviridis, inſundibuliformis ; limbo quadrifido, lobis ſubrotundis, acutis, patulis.
STAM. Filamenta quatuor, fauci tubi inferta. Antheræ ſubrotundas, biloculares.
VIST. Germen ſubrotundum. Stylus longitudine corollæ, ſupernè bifidus, laciniis bifidis. Stigmata obtuſa.
PER. Bacca alba, globoſa, acuta, calici accreta, quadrilocularis.
SEM. Ossicula quatuor monoſperma, pulpâ viſcoſa involuta.
Floret variis anni temporibus.
Habitat in ſylvis Caïennæ & Guianæ præcipuè ad ripam fluviorum, & propè maris littora.
Nomen Gallicum BOIS MARGUERITE & ARBRE A PARASOL. »

« LE SEBESTIER à paraſol. (PLANCHE 87.)
Le tronc de cet arbre s'élève a quarante ou cinquante pieds ; ſur deux pieds & plus & diamètre. Son écorce eſt griſâtre, ridée & gerſée. Son bois eſt blanchâtre, peu compacte & caſſant. Il porte à ſon ſommet un grand nombre de branches, les unes droites & d'autres inclinées preſque horiſontales, qui s'étendent au loin & en tout ſens. elles ſont chargées de rameaux garnis de feuilles alternes, vertes en deſſus, plus pales & rudes en deſſous, dont les unes ſont arrondies, d'autres ſont oblongues, ovales. & terminées en pointe. Leur pédicule eſt long d'un pouce & plus. Les plus grandes ont neuf a dix pouces de longueur, ſur trois & quatre de largeur. à l'extrémité des rameaux & à l'aiſſelle des feuilles naiſſent de groſſes grappes de fleurs ramaſſées, & diſpoſées en manière d'ombelle. Le pédoncule commun eſt fort long â€¢, il ſe diviſe & ſe ſubdiviſe pluſieurs fois en de petits rameaux, ſur leſquels ſont places pluſieurs fleurs ſeſſiles. 
Le calice eſt vert, d'une ſeule pièce, en forme & coupe, à quatre petites dentelures aiguës. 
La corolle eſt monopétale, verdâtre, attachée au deſſous & l'ovaire, elle eſt en forme d'entonnoir. Son tube eſt court, & découpé a ſon limbe en quatre lobes. 
Les étamines ſont au nombre de quatre, placées chacune entre & au deſſous des divisions & la corolle, ſur la paroi interne du tube. 
Leur filet eſt long, & porte une anthère griſâtre à deux bourſes. 
Le piſtil eſt un ovaire arrondi, rougeâtre, ſurmonté d'un style vert, qui ſe diviſe en deux branches, lequel ſe ſubdiviſe en deux autres plus petites, terminées chacune par un stigmate obtus. 
L'ovaire devient une baie arrondie, blanche. elle contient trois & quatre osselets enveloppes d'une ſubſtance blanche, gélatineuſe & viſqueuſe. Ces oſſelets ſont ovalaires, rides. Ils contiennent une amande à deux cotylédons. 
Cet arbre eſt nommé BOIS MARGUERITE & ARBRE A PARASOL par les Créoles. 
II croît communément dans les grandes forêts de la Guiane, dans celles de l'île de Caïenne, principalement ſur le bord des rivières. 
Les pieds, qui croiſſent ſur le rivage de la mer, ſont la moitié moins élevés que ceux des forêts. On le trouvé en fleur & en fruit en différents mois de l'année. 
Ces fruits & ces fleurs ſont repréſentés de grandeur naturelle. »

### liens externes
- « Cordia tetrandra », sur La Chaussette rouge rencontres amazoniennes : flore /(faune) de Guyane - blog de photos botaniques de Guyane, 3 octobre 2020 (consulté le 14 novembre 2021)
- « Cordia tetrandra », sur Flore de Guyane - blog de photos botaniques de Guyane, 19 octobre 2017 (consulté le 14 novembre 2021)